# Крістін де Брюйн
Крістін де Брюйн (3 березня 1989 , Едмонтон ) — канадська бобслеїстка, бронзова призерка Олімпійських ігор 2022 року.

## Олімпійських іграх
| Рік  | Місце проведення          | Монобоб | Двійки |
| ---- | ------------------------- | ------- | ------ |
| 2018 | Пхьончхан, Південна Корея | Н/Д     | 7      |
| 2022 | Пекін, Китай              | 3       | —      |

## Виступи на чемпіонатах світу
| Рік  | Місце проведення      | Монобоб | Двійки | Змішана команда |
| ---- | --------------------- | ------- | ------ | --------------- |
| 2016 | Інстбрук, Австрія     | —       | 16     | 9               |
| 2017 | Кенігсзе, Німеччина   | —       | 13     | 9               |
| 2019 | Вістлер, Канада       | —       | 3      | 2               |
| 2020 | Альтенберг, Німеччина | —       | 3      | —               |
| 2021 | Альтенберг, Німеччина | 16      | 16     | —               |